# Pianale Alfa Romeo/GM Premium
Il pianale Premium è un tipo di piattaforma sviluppata dalla divisione auto della Fiat Group insieme alla General Motors; lo sviluppo venne successivamente completato unicamente dall'Alfa Romeo che lo ha utilizzato per alcune sue vetture di gamma medio alta. La prima applicazione in serie avvenne nel 2005 con l'Alfa Romeo 159 ma venne utilizzato già nel 2003 con il prototipo Opel Insignia Concept. È stato rimpiazzato nel 2016 dal pianale Giorgio.

## Storia
Il pianale venne sviluppato ai tempi dell'alleanza GM-Fiat. Questa piattaforma a trazione anteriore altamente flessibile doveva essere il nucleo centrale della joint venture poiché aveva il compito di sostituire numerose piattaforme destinate ad ammiraglie e sportive di grandi dimensioni progettate negli anni ottanta e novanta dal gruppo General Motors quali le GM2900 (utilizzata fino al 2009 dalla Saab 9-5), la Piattaforma K (utilizzata dagli anni 80 e fino ai primi del 2000 per le Cadillac Seville) e la Piattaforma H (prodotta dal 1986 per le ammiraglie del marchio Buick). La Fiat doveva ottenere i benefici per la produzione delle proprie ammiraglie in particolare l'erede della Lancia Thesis e l'erede dell'Alfa Romeo 166 le quali utilizzavano due telai differenti e venivano assemblate in due impianti diversi che incrementavano i costi di produzione.

### La progettazione
I primi sviluppi iniziarono già nel 2001 in Svezia presso la Saab i cui tecnici adottarono la soluzione del motore trasversale e della trazione anteriore con la possibilità di selezionare l'integrale. I tecnici italiani dell'Alfa Romeo progettarono il gruppo sospensioni adottando lo schema all'avantreno a quadrilateri alti deformabili e al retrotreno uno schema Multilink a 3 bracci, giusto compromesso tra sportività e comfort. Il polo Opel-Cadillac invece si concentrò sulla sicurezza (in particolare la resistenza e la deformazione in urto).
Il pianale ormai pronto però trovò riscontri negativi nei vertici del gruppo GM i quali ritennero il progetto fin troppo costoso e poco flessibile, infatti la maggior parte delle ammiraglie americane previste su questa piattaforma vennero subito annullate e venne deciso di riadattarlo per ammiraglie leggermente più compatte prodotte in Europa e non destinate all'esportazione americana. La prima applicazione avvenne nel 2003 con la concept car Opel Insignia che doveva anticipare l'erede della Opel Omega.

### La versione accorciata per le berline compatte

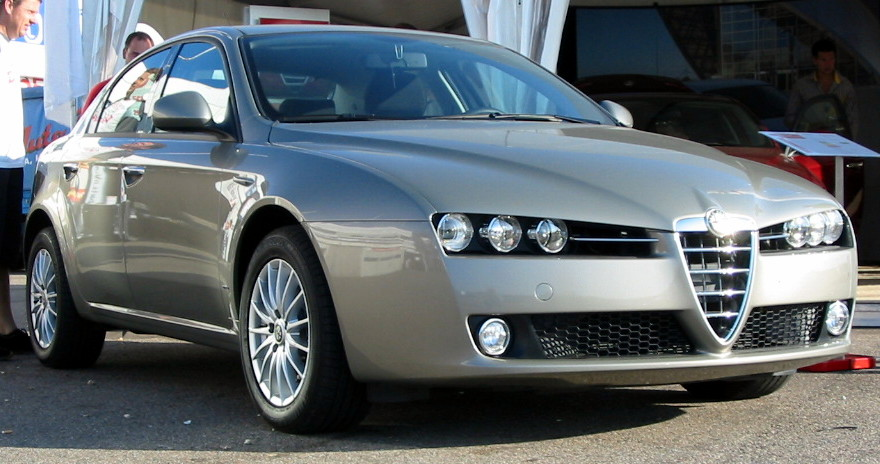
L'Alfa Romeo 159 portò al debutto la base Premium

Nei progetti GM-Fiat la presenza del pianale Premium continuò a rimanere un'esclusiva delle future ammiraglie mentre per berline medie era prevista la Piattaforma Epsilon progettata dalla GM nei primi anni 2000 e già in uso in Europa dalle Opel Vectra e Saab 9-3 (lanciate entrambe nel 2002). Il pianale Epsilon era destinato, oltre che alla Fiat Croma del 2005, anche all'erede dell'Alfa Romeo 156 che avrebbe perso lo schema sospensivo dotato di quadrilateri anteriori e MacPherson posteriori per adottare i McPherson all'anteriore e un Multilink a 3 bracci e mezzo al posteriore (schema più economico che avrebbe sacrificato le doti stradali e dinamiche delle vettura). La Fiat allora decise di estendere al pianale Premium anche la futura Alfa 159 che avrebbe sfruttato un'architettura di sospensioni raffinata e sportiva.
In seguito all'approvazione del progetto da parte dei tecnici Fiat la General Motors abbandonò il progetto a causa dei costi di produzione e il gruppo torinese lo terminò accorciandolo fino a 4,50-4,60 metri e adattandolo alla silhouette della 159. La GM proseguì i contratti con la Fiat solo per la fornitura delle motorizzazioni benzina e di alcune componenti tecniche minori.
La piattaforma Premium debuttò per la produzione nel 2005 con l'Alfa Romeo 159 e subito trovò numerosi lodi per quanto riguarda il punto di vista della sicurezza, grazie alla notevole stabilità, ma riscontrò numerose critiche nel campo delle prestazioni a causa del peso fin troppo elevato per una berlina media. Il principale motivo era l'uso di un telaio destinato ad ammiraglie con dimensioni intorno ai 5 metri quindi non destinato a vetture con dimensioni minori come questa.
Una versione nuovamente accorciata venne proposta sulla sportiva Alfa Romeo Brera e sulla roadster Spider mentre la versione con passo lungo (progettata dalla GM) venne utilizzata anche dal prototipo di ammiraglia Alfa Romeo Visconti che doveva sostituire la 166. I difetti legati al peso riemersero e in seguito la base non venne più utilizzata per nessun modello della casa di Arese.

### La fine e gli eredi
Il gruppo General Motors si concentrò sullo sviluppo della nuova Piattaforma Epsilon II che sarà utilizzata per tutte le vetture inizialmente previste sul telaio Premium come la Opel Insignia (che però da ammiraglia diventerà una berlina media erede della Vectra), la Buick LaCrosse e la seconda serie di Saab 9-5.
La Fiat invece abbandonerà definitivamente questo telaio quando uscirà di produzione l'Alfa 159 e le relative derivate. Avendo abbandonato il progetto il gruppo italiano si concentrò unicamente sul Compact che inizialmente venne scelto anche come base per la futura erede della 159, e da utilizzare anche per alcune automobili prodotte dalla Chrysler Group tramite la joint venture specifica. Negli anni successivi le cose cambiarono completamente e Fiat attraversò il periodo più rivoluzionario della sua attività finanziaria, l'acquisizione di Chrysler si completò definitivamente e le sinergie diventarono biunivoche. Se il pianale Compact venne effettivamente utilizzato per diversi modelli statunitensi, per l'erede della 159 si dovette aspettare altri 5 anni e questo diede modo ai tecnici di progettare una piattaforma completamente nuova, a trazione posteriore denominata "Giorgio".

## Utilizzo

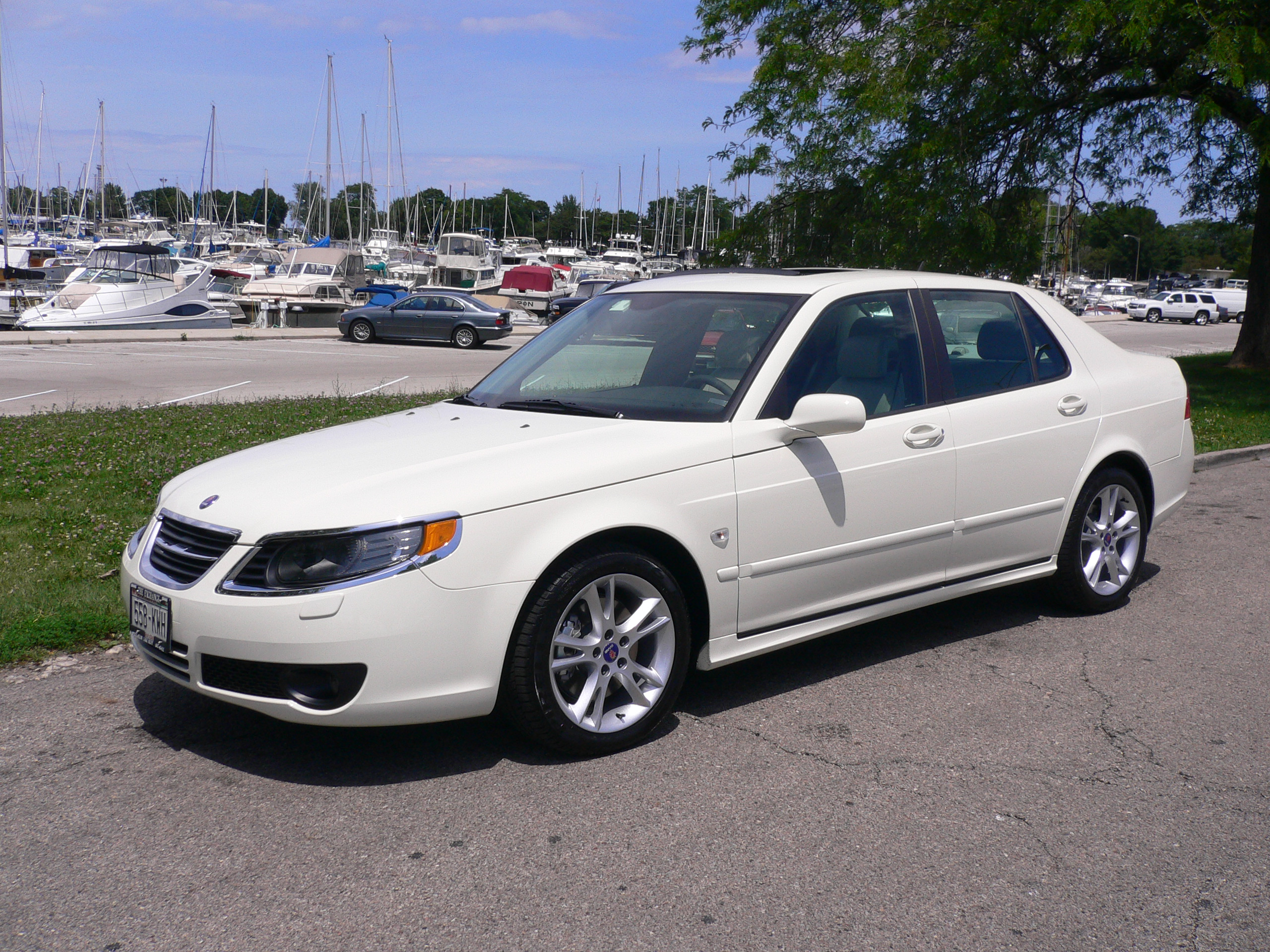
L'erede della Saab 9-5 doveva utilizzare la base Premium ma in seguito all'abbandono del progetto utilizzerà la base Epsilon II

Automobili e prototipi che utilizzano la base Premium:
- Alfa Romeo 159
- Alfa Romeo 159 Sportwagon
- Alfa Romeo Brera
- Alfa Romeo Spider
- Opel Insignia Concept
- Alfa Romeo Italdesign Visconti

Vetture inizialmente previste e in seguito cancellate o riadattate ad altre tipologie di piattaforme:
- erede della Alfa Romeo 166
- erede della Lancia Thesis
- Opel Insignia
- Saab 9-5
- Buick LaCrosse
- Cadillac DTS